# Psilocybe mammillata
Psilocybe mammillata es una especie de hongo de la familia Hymenogastraceae. Etimológicamente Psilocybe viene del griego: psilós, que significa liso, desnudo, calvo, y kýbe, que significa cabeza, píleo, es decir: “por carecer de ornamentación en el píleo” (aunque no sucede así en todas las especies del género).

## Clasificación y descripción de la especie
La especie se caracteriza por tener basidiomas micenoides, de 3 cm de alto, con el píleo cónico-mamelonado de 1.5 cm de diámetro aproximadamente. Esporas de (5-) 5.5-6 x (4-) 4.5-5 (-6) x (3-) 3.5-4 µm, subrombicas en vista frontal y subelipsoides en vista lateral, de pared gruesa, de hasta 1 µm. Los basidios son de (13-) 15- 22 x 5.5-6 µm, tetraspóricos, hialinos, ventricoso-claviformes o ventricoso-subcilíndricos. Pleurocistidios escasos, de 11-15 x 4-5.5 µm, hialinos y ventricoso-mucronados. Queilocistidios de (12-) 15-19 (-21) x 4.5-6 (-7) µm, abundantes y sublageniformes.

## Distribución de la especie
Esta especie se ha encontrado en Jamaica (donde fue descrita), Florida (E.U.A.), Bolivia y México, en los estados de Oaxaca y Veracruz.

## Ambiente terrestre
Se ha citado creciendo en el suelo en el bosque mesófilo de montaña.

## Estado de conservación
Esta especie está categorizada como una especie amenazada en la Norma Oficial Mexicana 059, en la categoría de Amenazada (A).